# Mike Conley Jr.

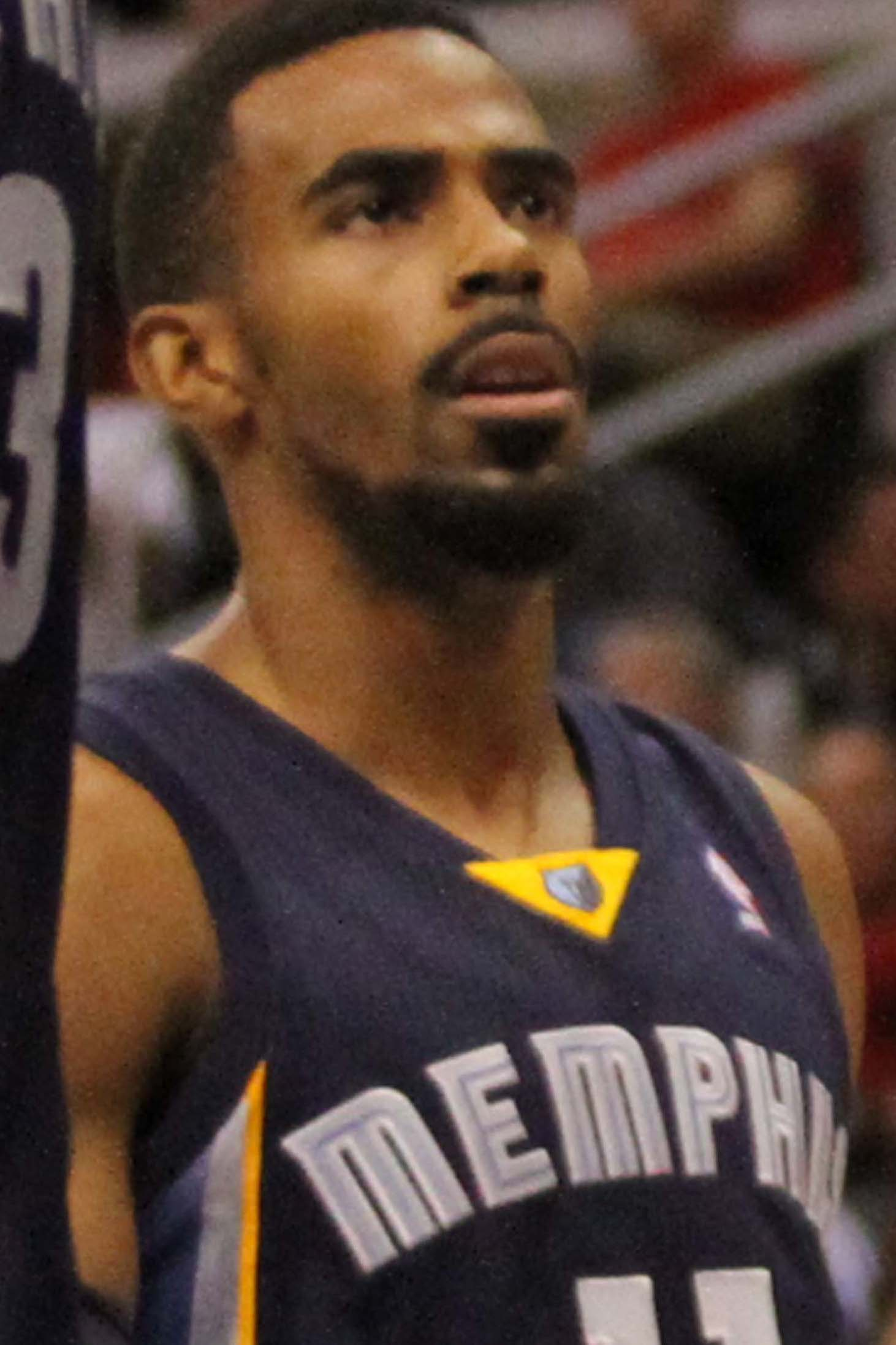
Mike Conley Jr., 2013.

Michael Alex "Mike" Conley Jr., född 11 oktober 1987 i Fayetteville i Arkansas, är en amerikansk professionell basketspelare (PG) som spelar för Minnesota Timberwolves i National Basketball Association (NBA). Han har tidigare spelat för Memphis Grizzlies och Utah Jazz.
Conley Jr. draftades av Memphis Grizzlies i första rundan i 2007 års draft som fjärde spelare totalt.
Innan Conley Jr. blev proffs studerade han vid Ohio State University och spelade för deras idrottsförening Ohio State Buckeyes.
Han är son till Mike Conley.